# 12 Heures de Sebring 2005
Navigation
Édition précédente Édition suivante
Les 12 Heures de Sebring 2005 sont la 53e édition de l'épreuve et la 1re manche de l'American Le Mans Series 2005. Elles ont été remportées le 19 mars 2005 par l'Audi no 01 de JJ Lehto, Marco Werner et Tom Kristensen.

## Circuit

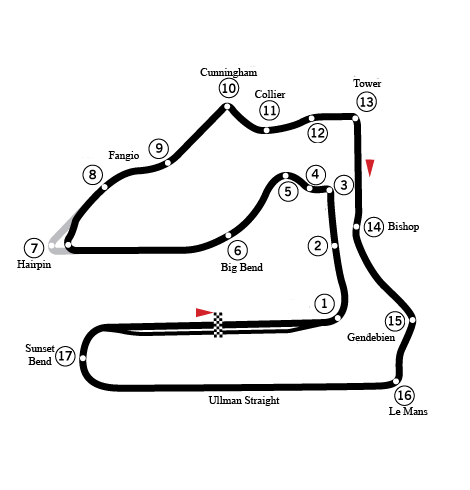
Le Sebring International Raceway, cadre des 12 Heures de Sebring 2005.

Les 12 Heures de Sebring 2005 se déroulent sur le Sebring International Raceway situé en Floride. Il est composé de deux longues lignes droites, séparées par des courbes rapides ainsi que quelques chicanes. Ce tracé a un grand passé historique car il est utilisé pour des courses automobiles depuis 1950. Ce circuit est célèbre car il a accueilli la Formule 1.

## Résultats
Voici le classement au terme de la course.
- Les vainqueurs de chaque catégorie sont signalés par un fond jauni.
- Pour la colonne Pneus, il faut passer le curseur au-dessus du modèle pour connaître le manufacturier de pneumatiques.

| Pos    | Cat  | n° | Équipe                                      | Pilotes                                                  | Châssis                      | Pneus | Tours |
| Pos    | Cat  | n° | Équipe                                      | Pilotes                                                  | Moteur                       | Pneus | Tours |
| ------ | ---- | -- | ------------------------------------------- | -------------------------------------------------------- | ---------------------------- | ----- | ----- |
| 1      | LMP1 | 1  | ADT Champion Racing                         | JJ Lehto Marco Werner Tom Kristensen                     | Audi R8                      | M     | 361   |
| 1      | LMP1 | 1  | ADT Champion Racing                         | JJ Lehto Marco Werner Tom Kristensen                     | Audi 3.6 L Turbo V8          | M     | 361   |
| 2      | LMP1 | 2  | ADT Champion Racing                         | Emanuele Pirro Frank Biela Allan McNish                  | Audi R8                      | M     | 361   |
| 2      | LMP1 | 2  | ADT Champion Racing                         | Emanuele Pirro Frank Biela Allan McNish                  | Audi 3.6 L Turbo V8          | M     | 361   |
| 3      | LMP1 | 16 | Dyson Racing                                | James Weaver Andy Wallace Butch Leitzinger               | MG-Lola EX257                | M     | 341   |
| 3      | LMP1 | 16 | Dyson Racing                                | James Weaver Andy Wallace Butch Leitzinger               | MG (AER) XP20 2.0 L Turbo I4 | M     | 341   |
| 4      | GT1  | 57 | Aston Martin Racing                         | Darren Turner David Brabham Stéphane Ortelli             | Aston Martin DBR9            | M     | 338   |
| 4      | GT1  | 57 | Aston Martin Racing                         | Darren Turner David Brabham Stéphane Ortelli             | Aston Martin 6.0 L V12       | M     | 338   |
| 5      | GT1  | 3  | Corvette Racing                             | Ron Fellows Johnny O'Connell Max Papis                   | Chevrolet Corvette C6.R      | M     | 337   |
| 5      | GT1  | 3  | Corvette Racing                             | Ron Fellows Johnny O'Connell Max Papis                   | Chevrolet LS7R 7.0 L V8      | M     | 337   |
| 6      | GT1  | 4  | Corvette Racing                             | Oliver Gavin Olivier Beretta Jan Magnussen               | Chevrolet Corvette C6.R      | M     | 323   |
| 6      | GT1  | 4  | Corvette Racing                             | Oliver Gavin Olivier Beretta Jan Magnussen               | Chevrolet LS7R 7.0 L V8      | M     | 323   |
| 7      | GT2  | 31 | Petersen Motorsports White Lightning Racing | Lucas Luhr Jörg Bergmeister Patrick Long                 | Porsche 911 GT3-RSR          | M     | 321   |
| 7      | GT2  | 31 | Petersen Motorsports White Lightning Racing | Lucas Luhr Jörg Bergmeister Patrick Long                 | Porsche 3.6 L Flat-6         | M     | 321   |
| 8      | GT1  | 63 | ACEMCO Motorsports                          | Johnny Mowlem Terry Borcheller Ralf Kelleners            | Saleen S7-R                  | M     | 318   |
| 8      | GT1  | 63 | ACEMCO Motorsports                          | Johnny Mowlem Terry Borcheller Ralf Kelleners            | Ford 7.0 L V8                | M     | 318   |
| 9      | GT1  | 35 | Maserati Corse Risi Competizione            | Andrea Bertolini Fabio Babini Fabrizio de Simone         | Maserati MC12                | P     | 316   |
| 9      | GT1  | 35 | Maserati Corse Risi Competizione            | Andrea Bertolini Fabio Babini Fabrizio de Simone         | Maserati 6.0 L V12           | P     | 316   |
| 10     | GT1  | 5  | Pacific Coast Motorsports                   | Ryan Dalziel Alex Figge David Empringham                 | Chevrolet Corvette C5-R      | Y     | 315   |
| 10     | GT1  | 5  | Pacific Coast Motorsports                   | Ryan Dalziel Alex Figge David Empringham                 | Chevrolet LS7R 7.0 L V8      | Y     | 315   |
| 11     | GT2  | 79 | J3 Racing                                   | Tim Sugden Niclas Jönsson                                | Porsche 911 GT3-RSR          | P     | 314   |
| 11     | GT2  | 79 | J3 Racing                                   | Tim Sugden Niclas Jönsson                                | Porsche 3.6 L Flat-6         | P     | 314   |
| 12     | LMP2 | 10 | Miracle Motorsports                         | Jeff Bucknum Chris McMurry Ian James                     | Courage C65                  | K     | 311   |
| 12     | LMP2 | 10 | Miracle Motorsports                         | Jeff Bucknum Chris McMurry Ian James                     | AER P07 2.0 L Turbo I4       | K     | 311   |
| 13     | GT2  | 45 | Flying Lizard Motorsports                   | Jon Fogarty Johannes van Overbeek Darren Law             | Porsche 911 GT3-RSR          | M     | 311   |
| 13     | GT2  | 45 | Flying Lizard Motorsports                   | Jon Fogarty Johannes van Overbeek Darren Law             | Porsche 3.6 L Flat-6         | M     | 311   |
| 14     | GT1  | 71 | Carsport America                            | Jean-Philippe Belloc Michele Rugolo Tom Weickardt        | Dodge Viper GTS-R            | P     | 310   |
| 14     | GT1  | 71 | Carsport America                            | Jean-Philippe Belloc Michele Rugolo Tom Weickardt        | Dodge 8.0 L V10              | P     | 310   |
| 15     | GT1  | 58 | Aston Martin Racing                         | Peter Kox Pedro Lamy Stéphane Sarrazin                   | Aston Martin DBR9            | M     | 303   |
| 15     | GT1  | 58 | Aston Martin Racing                         | Peter Kox Pedro Lamy Stéphane Sarrazin                   | Aston Martin 6.0 L V12       | M     | 303   |
| 16     | GT2  | 66 | TRG                                         | Tracy Krohn Michael Cawley Marc Sluszny                  | Porsche 911 GT3-RSR          | M     | 297   |
| 16     | GT2  | 66 | TRG                                         | Tracy Krohn Michael Cawley Marc Sluszny                  | Porsche 3.6 L Flat-6         | M     | 297   |
| 17     | GT2  | 96 | IN2 Racing                                  | Michael Vergers Juan Barazi Andrew Thompson              | Porsche 911 GT3-RSR          | D     | 278   |
| 17     | GT2  | 96 | IN2 Racing                                  | Michael Vergers Juan Barazi Andrew Thompson              | Porsche 3.6 L Flat-6         | D     | 278   |
| 18     | GT2  | 34 | ZIP Racing                                  | Spencer Pumpelly Andy Lally Steven Ivankovich            | Porsche 911 GT3-R            | P     | 275   |
| 18     | GT2  | 34 | ZIP Racing                                  | Spencer Pumpelly Andy Lally Steven Ivankovich            | Porsche 3.6 L Flat-6         | P     | 275   |
| 19 Abd | LMP1 | 20 | Dyson Racing                                | Chris Dyson Guy Smith                                    | MG-Lola EX257                | M     | 264   |
| 19 Abd | LMP1 | 20 | Dyson Racing                                | Chris Dyson Guy Smith                                    | MG (AER) XP20 2.0L Turbo I4  | M     | 264   |
| 20 NC  | GT2  | 51 | Panoz Motor Sports                          | Gunnar Jeannette Bryan Sellers Scott Maxwell             | Panoz Esperante GT-LM        | P     | 239   |
| 20 NC  | GT2  | 51 | Panoz Motor Sports                          | Gunnar Jeannette Bryan Sellers Scott Maxwell             | Ford (Elan) 5.0 L V8         | P     | 239   |
| 21 Abd | LMP2 | 27 | Kruse Motorsport                            | Ian Mitchell Phillip Bennett Harold Primat               | Courage C65                  | P     | 238   |
| 21 Abd | LMP2 | 27 | Kruse Motorsport                            | Ian Mitchell Phillip Bennett Harold Primat               | Judd XV675 3.4 L V8          | P     | 238   |
| 22 Abd | GT2  | 43 | BAM!                                        | Mike Rockenfeller Martin Jensen Tony Burgess             | Porsche 911 GT3-RSR          | Y     | 207   |
| 22 Abd | GT2  | 43 | BAM!                                        | Mike Rockenfeller Martin Jensen Tony Burgess             | Porsche 3.6 L Flat-6         | Y     | 207   |
| 23 Abd | LMP1 | 12 | Autocon Motorsports                         | Michael Lewis Tomy Drissi Bryan Willman                  | Riley & Scott Mk III C       | D     | 202   |
| 23 Abd | LMP1 | 12 | Autocon Motorsports                         | Michael Lewis Tomy Drissi Bryan Willman                  | Elan 6L8 6.0 L V8            | D     | 202   |
| 24 Abd | LMP2 | 37 | Telesis Intersport Racing                   | Jon Field Duncan Dayton Gregor Fisken                    | Lola B05/40                  | G     | 166   |
| 24 Abd | LMP2 | 37 | Telesis Intersport Racing                   | Jon Field Duncan Dayton Gregor Fisken                    | AER P07 2.0 L Turbo I4       | G     | 166   |
| 25 Abd | GT1  | 83 | Graham Nash Motorsport                      | Nigel Smith Ricky Cole Rick Sutherland                   | Saleen S7-R                  | P     | 159   |
| 25 Abd | GT1  | 83 | Graham Nash Motorsport                      | Nigel Smith Ricky Cole Rick Sutherland                   | Ford 7.0 L V8                | P     | 159   |
| 26 Abd | GT2  | 41 | Team LNT                                    | Richard Dean Patrick Pearce Marc Hynes                   | TVR Tuscan T400R             | D     | 157   |
| 26 Abd | GT2  | 41 | Team LNT                                    | Richard Dean Patrick Pearce Marc Hynes                   | TVR Speed Six 4.0 L I6       | D     | 157   |
| 27 Abd | GT1  | 86 | Larbre Compétition                          | Christophe Bouchut Fabrizio Gollin Sébastien Bourdais    | Ferrari 550-GTS Maranello    | M     | 155   |
| 27 Abd | GT1  | 86 | Larbre Compétition                          | Christophe Bouchut Fabrizio Gollin Sébastien Bourdais    | Ferrari 5.9 L V12            | M     | 155   |
| 28 Abd | GT2  | 40 | Team LNT                                    | Jonny Kane Warren Hughes Lawrence Tomlinson              | TVR Tuscan T400R             | D     | 136   |
| 28 Abd | GT2  | 40 | Team LNT                                    | Jonny Kane Warren Hughes Lawrence Tomlinson              | TVR Speed Six 4.0 L I6       | D     | 136   |
| 29 Abd | LMP1 | 88 | Rollcentre Racing                           | João Barbosa Didier Theys Michael Krumm                  | Dallara SP1                  | M     | 130   |
| 29 Abd | LMP1 | 88 | Rollcentre Racing                           | João Barbosa Didier Theys Michael Krumm                  | Nissan 3.6 L Turbo V8        | M     | 130   |
| 30 Abd | GT2  | 50 | Panoz Motor Sports                          | Bill Auberlen Robin Liddell Emanuele Naspetti            | Panoz Esperante GT-LM        | P     | 121   |
| 30 Abd | GT2  | 50 | Panoz Motor Sports                          | Bill Auberlen Robin Liddell Emanuele Naspetti            | Ford (Elan) 5.0 L V8         | P     | 121   |
| 31 Abd | GT2  | 48 | Spyker Squadron                             | Tom Coronel Donny Crevels Marc Goossens                  | Spyker C8 Spyder GT2-R       | D     | 121   |
| 31 Abd | GT2  | 48 | Spyker Squadron                             | Tom Coronel Donny Crevels Marc Goossens                  | Audi (Mader) 3.8 L V8        | D     | 121   |
| 32 Abd | GT2  | 23 | Alex Job Racing                             | Timo Bernhard Sascha Maassen Romain Dumas                | Porsche 911 GT3-RSR          | M     | 98    |
| 32 Abd | GT2  | 23 | Alex Job Racing                             | Timo Bernhard Sascha Maassen Romain Dumas                | Porsche 3.6 L Flat-6         | M     | 98    |
| 33 Abd | LMP2 | 30 | Telesis Intersport Racing                   | Clint Field Liz Halliday (en) Gareth Ridpath             | Lola B2K/40                  | P     | 62    |
| 33 Abd | LMP2 | 30 | Telesis Intersport Racing                   | Clint Field Liz Halliday (en) Gareth Ridpath             | Judd XV675 3.4 L V8          | P     | 62    |
| 34 Abd | GT2  | 24 | Alex Job Racing                             | Randy Pobst Ian Baas Brian Cunningham                    | Porsche 911 GT3-RSR          | M     | 62    |
| 34 Abd | GT2  | 24 | Alex Job Racing                             | Randy Pobst Ian Baas Brian Cunningham                    | Porsche 3.6 L Flat-6         | M     | 62    |
| 35 Abd | GT2  | 44 | Flying Lizard Motorsports                   | Lonnie Pechnik David Murry Seth Neiman                   | Porsche 911 GT3-RSR          | M     | 46    |
| 35 Abd | GT2  | 44 | Flying Lizard Motorsports                   | Lonnie Pechnik David Murry Seth Neiman                   | Porsche 3.6 L Flat-6         | M     | 46    |
| 36 Abd | GT2  | 67 | TRG                                         | Pierre Ehret Kevin Buckler Andrew Davis                  | Porsche 911 GT3-RSR          | M     | 21    |
| 36 Abd | GT2  | 67 | TRG                                         | Pierre Ehret Kevin Buckler Andrew Davis                  | Porsche 3.6 L Flat-6         | M     | 21    |
| 37 Abd | GT2  | 47 | Spyker Squadron                             | Peter van Merksteijn Frans Munsterhuis Marino Franchitti | Spyker C8 Spyder GT2-R       | D     | 18    |
| 37 Abd | GT2  | 47 | Spyker Squadron                             | Peter van Merksteijn Frans Munsterhuis Marino Franchitti | Audi (Mader) 3.8 L V8        | D     | 18    |
| 38 Abd | LMP2 | 15 | Binnie Motorsports                          | William Binnie Robert Julien Adam Sharpe                 | Lola B05/40                  | P     | 11    |
| 38 Abd | LMP2 | 15 | Binnie Motorsports                          | William Binnie Robert Julien Adam Sharpe                 | Nicholson-McLaren 3.3 L V8   | P     | 11    |